# 米拉比托山脈
米拉比托山脈（英語：Mirabito Range）是南極洲的山脈，位於維多利亞地北部，屬於康科德山脈的一部分，長64公里、寬6公里，該山脈以美國氣象學家命名。
71°40′S 165°27′E / 71.667°S 165.450°E